# Gustaf VI Adolfs pokal

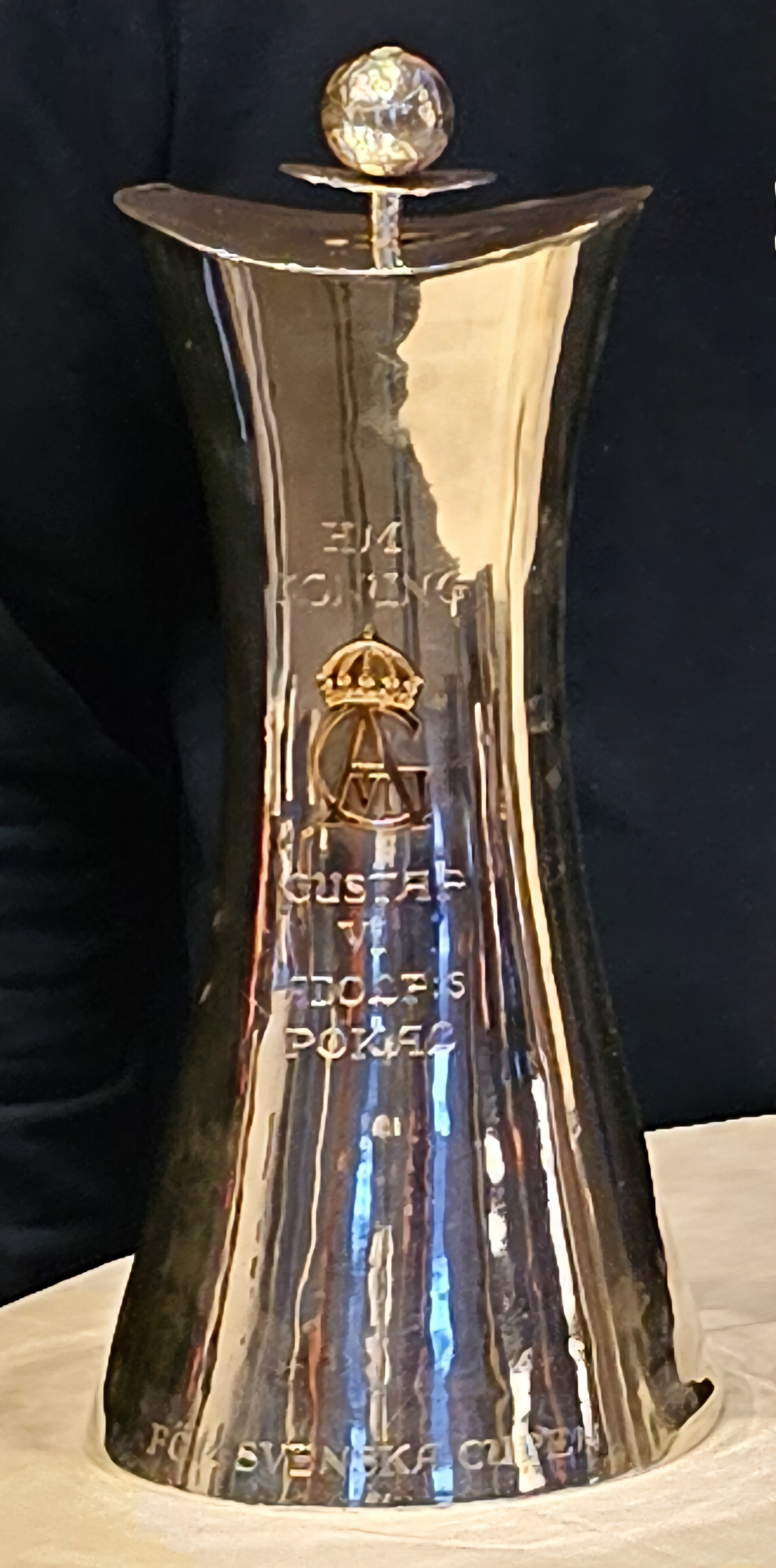
Gustaf VI Adolfs pokal

Gustaf VI Adolfs pokal är ett vandringspris som segraren i Svenska cupen i fotboll får lyfta. Priset instiftades 1967 i samband med att Svenska cupen återupptogs, och ersatte då Gustaf V:s pokal. Det delades ursprungligen ut fram till 1983. Mellan åren 1984 - 2001 vilade Gustaf VI Adolfs pokal. 1984- 1996 delades istället priset Scandiacupen ut. 1997-2001 hette priset Svenska Fotbollförbundets pokal till segraren i Svenska cupen i fotboll. Gustaf VI Adolfs pokal återinfördes år 2002.  Åren 1941-1953 hade också priset ett kungligt namn. Då hette det Gustaf V:s pokal.
Första lag som vann Gustaf VI Adolfs pokal var Malmö FF 1967. Senaste lag att vinna var BK Häcken i maj 2025. Priset har fått sitt namn efter kung Gustav VI Adolf och har kungens namnskiffer på framsidan.
Kung Gustaf VI Adolf blev 1907 "AIK:s beskyddare och förste hedersledamot", en roll som övertogs av Sveriges nuvarande kung, hans sonson, Carl XVI Gustaf 1974. 

## Källor

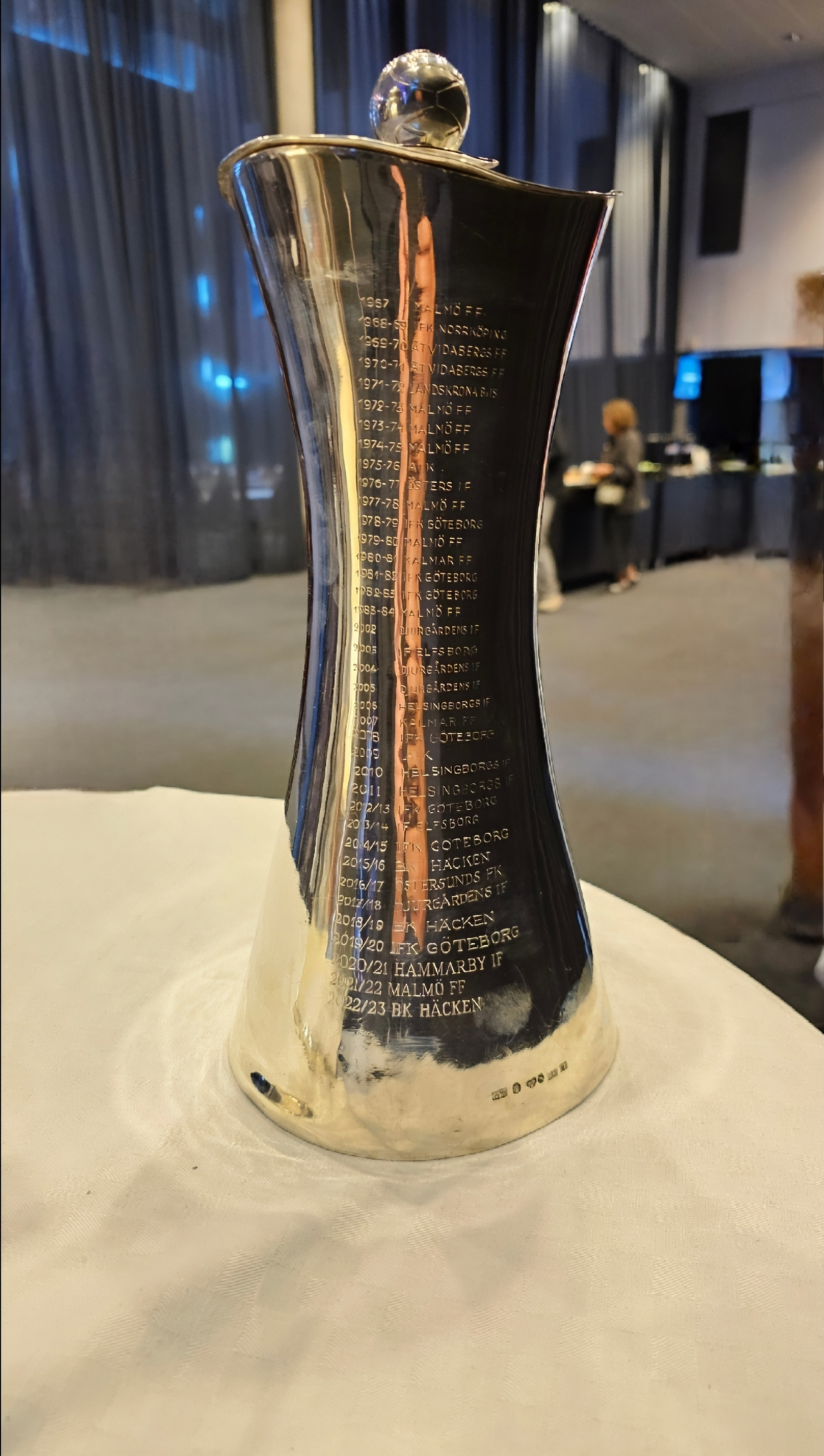
Gustaf VI Adolfs pokal

### Fotnoter
1. ↑  ”Gustaf VI Adolf:s pokal - nygammalt vandringpris”. Svenska Fotbollförbundet. Arkiverad från originalet den 23 oktober 2009. https://web.archive.org/web/20091023175038/http://svenskfotboll.se/arkiv/tidigare/2002/11/gustaf-vi-adolfs-pokal-nygammalt-vandringpris/. Läst 4 november 2011.
2. ↑  ”AIK vill värva kungabarnet”. Aftonbladet. Arkiverad från originalet den 3 december 2024. https://web.archive.org/web/20241203230456/https://www.aftonbladet.se/sportbladet/fotboll/a/6nBJQo/aik-vill-varva-kungabarnet. Läst 12 december 2020.